# Loaded (banda)
Loaded (também conhecido como Duff McKagan's Loaded) é um grupo americano de hard rock formado em Seattle, Washington, em 1999. Originalmente composta pelo vocalista, compositor e baixista Duff McKagan, guitarrista Michael Barragan, guitarrista Dez Cadena e o baterista Taz Bentley.
Loaded se reuniu em 2008 com McKagan nos vocais e guitarra e novos membros - o guitarrista Mike Squires, o baixista Jeff Rouse e pelo baterista Geoff Reading.
Lançaram o álbum Sick e sairam em turne, passaram pelo brasil em 2009 no maquinaria festival.
Em  2011 lançaram o The Taking com um novo baterista: Isaac Carpenter. Passaram pelo brasil em Novembro no SWU, Curitiba, Porto Alegre e Rio de Janeiro

## Membros
- Duff McKagan – vocais, guitarra rítmica (1999, 2000–2002, 2008–presente)
- Mike Squires – guitarra solo, backing vocals (2001–2002, 2008–presente)
- Jeff Rouse – baixo, backing vocals (2001–2002, 2008–presente)
- Isaac Carpenter – bateria (2009–presente)

## Discografia
| Ano  | Título             | Tipo    |
| ---- | ------------------ | ------- |
| 1999 | Episode 1999: Live | Ao Vivo |
| 2001 | Dark Days          | Estúdio |
| 2008 | Wasted Heart       | EP      |
| 2009 | Sick               | Estúdio |
| 2011 | The Taking         | Estúdio |